# Con quạ (Cổ tích Ba Lan)
Con quạ là một câu chuyện cổ tích có nguồn gốc từ Ba Lan, được Hermann Kletke dịch là Die Krähe, trong tập truyện dân gian Märchensaal aller Völker của ông. Andrew Lang đã đưa câu chuyện vào Truyện Cổ tích Màu vàng.

## Tóm tắt
Ngày xưa, có vị vua nọ có ba nàng công chúa xinh đẹp, tuy vậy nàng út là người được yêu quý, ngưỡng mộ hơn cả. Khi công chúa út đang dạo chơi trong khu vườn gần tàn tích của một lâu đài hoang, nàng gặp một con quạ bị thương nặng. Biết công chúa thương xót mình, quạ liền nói với công chúa rằng, mình chính là một hoàng tử bị nguyền rủa trong hình dạng của một con quạ, đã suốt bảy năm nay. Nếu công chúa bằng lòng sống trong một căn phòng của lâu đài, và ngủ trên chiếc giường vàng mỗi đêm, mà không phát ra tiếng động thì nàng thể giải thoát cho chàng. Nhưng nếu cô không tuân theo nghiêm ngặt thì chàng quạ sẽ phải chịu khổ gấp bội.
Công chúa nhận lời với chàng quạ và chuyển vào sống trong lâu đài đổ nát. Vào mỗi lúc nửa đêm, những hồn ma quỷ quyệt lại xuất hiện, và hù dọa cô cho đến rạng sáng, bất chấp nỗi kinh hoàng, nàng chẳng kêu lên tiếng nào. Một người chị của công chúa út đến thăm nàng, đã cố tự mình ngủ trên chiếc giường vàng, nhưng quá kinh hãi trước những bóng ma, nên cô chị đã hét lên. Sau sự cố này, công chúa út nhất quyết ở một mình. Nàng tiếp tục với sự im lặng của mình, và nhận thấy quạ mỗi ngày đều có tiến triển tốt hơn.
Sau hai năm, quạ kia thông báo với công chúa út rằng, để hoàn thành nhiệm vụ của mình, nàng phải đi tìm một người chủ để làm người hầu trong một năm. Nàng đồng ý và tìm được một người làm chủ, nhưng bị kẻ này đối xử tệ bạc. Sau một năm, hoàng tử đã lấy lại được hình dạng con người của mình, và cưới công chúa út. Hai người họ trở về sống hạnh phúc bên nhau trong lâu đài đổ nát, nay đã được trang hoàng trở lại.

## Bản dịch
Trong nguyên tác Ba Lan, The Enchanted Crow (tiếng Ba Lan: Zaklęty w wronę), nàng út trong ba công chúa thích đi dạo trong một khu vườn xinh đẹp nằm trong một lâu đài vô chủ. Một ngày nọ, nàng nhìn thấy một con quạ bị thương nằm trên mặt đất. Con chim nói với cô rằng, chàng là một hoàng tử bị bỏ bùa và với sự giúp đỡ của nàng, chàng mới có thể phá lời nguyền của mình.